# One Thing Leads 2 Another
«One Thing Leads 2 Another» — перший сингл другого студійного альбому австралійської співачки Ванесси Аморозі — «Change». В Німеччині сингл вийшов 14 жовтня 2002. На German Singles Chart посів 67 місце і пробув у 100 найкращих чотири тижні.
В листопаді 2002, Ванесса виконала цю пісню на концерті милосердя у Франкфурті. Цей концерт зібрав понад 500.000,00 євро, які пішли на лікування дітей з раком.

## Список пісень
| #  | Назва                                                 | Тривалість |
| -- | ----------------------------------------------------- | ---------- |
| 1. | «One Thing Leads 2 Another» (версія для радіо)        | 3:18       |
| 2. | «Dream» (реміксована Tattoo vs Curt версія для радіо) | 3:46       |
| 3. | «One Thing Leads 2 Another» (поп версія)              | 3:44       |
| 4. | «One Thing Leads 2 Another» (інструментальна версія)  | 3:13       |

## Музичне відео
Зйомки проходили у вересні 2002 в Берліні.

## Чарти
| Чарт (2002)          | Місце |
| -------------------- | ----- |
| German Singles Chart | 67    |
| Swiss Singles Chart  | 62    |